# Orden al Mérito Militar (Rusia)
La Orden al Mérito Militar (en ruso: Орден «За военные заслуги») es una condecoración militar de la Federación de Rusia establecida por decreto presidencial N.º 442 del 2 de marzo de 1994 para premiar la excelencia militar. Su estatuto fue enmendado tres veces, primero el 6 de enero de 1999 por el decreto n° 19, luego el 7 de septiembre de 2010 por el decreto n° 1099 que modernizó todo el sistema de premios ruso y finalmente el 16 de diciembre de 2011 por el Decreto presidencial n° 1631.

## Estatuto de concesión
La Orden al Mérito Militar se otorga al personal militar, porː
- El desempeño ejemplar de los deberes militares
- Alta preparación para el combate para garantizar la defensa de Rusia;
- Alto rendimiento personal en la carrera y la formación profesional;
- El coraje y la dedicación demostrados durante el desempeño de los deberes militares en el curso del combate o los objetivos de entrenamiento de combate;
- La valentía y el coraje mostrados en el desempeño de los deberes militares;
- Mérito en el fortalecimiento de la cooperación militar con naciones amigas.

Tanto el destinatario de la condecoración como la persona que recomienda el premio deben tener un mínimo de 20 años de servicio.
La Orden puede otorgarse a empleados del complejo industrial-militar de la Federación de Rusia, de organizaciones científicas y de investigación o agencias gubernamentales: por servicios en diseño, fabricación y puesta en marcha de equipos y armas militares modernos; por contribuciones personales a las políticas de defensa nacional, el desarrollo de la ciencia militar, el fortalecimiento de la defensa nacional y la promoción de la cooperación técnico-militar interestatal. También puede otorgarse a ciudadanos extranjeros de entre los miembros de las fuerzas armadas de países extranjeros aliados, por mérito en el fortalecimiento de la cooperación militar con Rusia y la organización de maniobras militares conjuntas durante ejercicios militares.
La Orden al Mérito Militar se usa en el lado izquierdo del pecho y en presencia de otras órdenes y medallas de la Federación de Rusia, se coloca inmediatamente después de la Orden del Coraje. Se puede usar una roseta con los colores de la cinta de la Orden en la ropa civil.
Cada medalla se entrega con un pequeño certificado de premio, este certificado se presentaba en forma de una pequeña libreta de unos 8 cm por 11 cm con el nombre del premio, los datos del destinatario y un sello oficial y una firma en el interior.

## Descripción

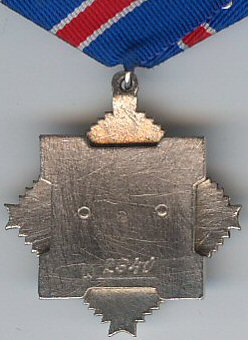
Reverso de la orden

La Orden al Mérito Militar es una estrella de ocho puntas de plata, con partes esmaltadas en azul, blanco y rojo de 40 milímetros de ancho.
Las cuatro puntas diagonales de la estrella están esmaltadas con los colores nacionales de Rusia, blanco, azul y rojo. El anverso tiene un medallón central esmaltado en rojo con el emblema del estado de Rusia plateado en el centro. El medallón está rodeado por una banda de plata con una corona de laurel en relieve en la mitad inferior y la inscripción en relieve «AL MÉRITO MILITAR» (en ruso, «ЗА ВОЕННЫЕ ЗАСЛУГИ») siguiendo su circunferencia exterior en la mitad superior. El reverso, por lo demás simple, lleva el número de serie del premio en la parte inferior.
La orden está conectada con un ojal y un anillo a un bloque pentagonal cubierto con una cinta de muaré de seda azul de 24 milímetros de ancho con una franja central roja de 4 milímetros bordeada por franjas blancas de 1 milímetro de ancho.